# Анклав Охотського моря
55°30′ пн. ш. 149°30′ сх. д. / 55.500° пн. ш. 149.500° сх. д.

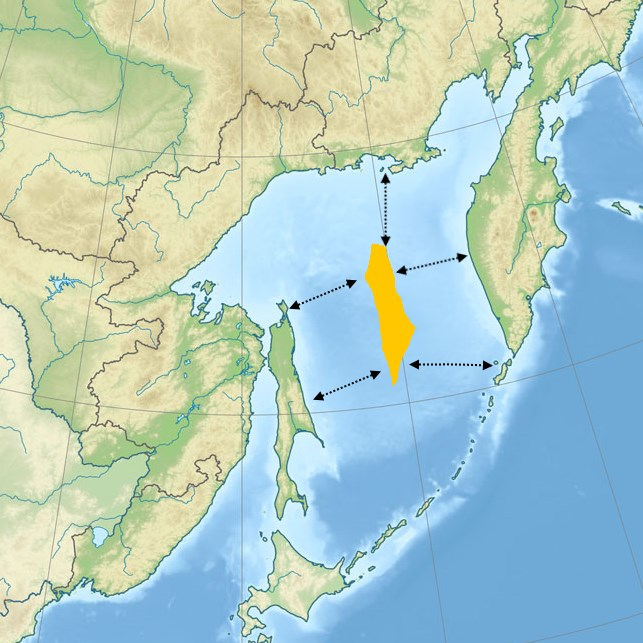
Анклав відкритих вод Охотського моря

Анклав Охотського моря (АОМ) (англ. Peanut Hole — «арахісова дірка», названа так за форму контурів і положення у російських водах) — акваторія відкритих вод в центрі Охотського моря, завширшки із заходу на схід 55 км (34 морські милі) і завдовжки із півночі на південь 480 км (300 морських миль), оточена російською виключною економічною зоною (ВЕЗ). АОМ віддалений від будь-якої точки суходолу Росії більш ніж на 200 морських миль: від берегів Камчатки, Курильських островів, острову Сахалін, російської материкової частини (Хабаровський край і Магаданська область). Статус анклаву впродовж 1991—2014 років був предметом міжнародної суперечки, питання було вирішене у березні 2014 року.

## Ситуація 1991—2014 років
Оскільки АОМ, згідно з нормами морського права, не є частиною ВЕЗ Росії, морські судна під будь-яким прапором можуть рибалити там, чим користувались різні країни. Після розпаду СРСР, 1992 року було виловлено 1 млн тонн минтаю в АОМ. Російська Федерація упродовж 1990-х років представляла це як варварське знищення рибних запасів, заявляла про небезпеку для власних рибних запасів, так як риба в Охотському морі рухається через АОМ — транскордонні запаси рибних ресурсів, що мігрують.
|  | 39 польських супертраулерів увірвалися в Охотське море … за ними йшли дев'ять великих південнокорейських траулерів і майже весь китайський риболовецький флот. Дещо пізніше підійшли риболовецькі судна з Японії, Панами, Болгарії та України … Розпочався дикий розгул … Не бажаючи дотримуватися елементарних міжнародних правил рибальства, іноземні рибалки намагаються розкрасти багатства північного моря. |

1993 року Китай, Японія, Польща, Росія і Південна Корея домовилися припинити промисел у АОМ до повного відновлення поголів'я минтаю, але без підписання угоди про дії після відновлення. 2001 року набула чинності угода ООН про транскордонні рибні ресурси, що створила основу для здійснення спільного управління ними.

## Статус після 2014 року
28 лютого 2013 року Російська Федерація звернулася до Організації Об'єднаних Націй оголосити АОМ частиною Російського континентального шельфу, що дасть Росії ексклюзивні економічні права (в тому числі на рибальство та видобуток корисних копалин) в цьому районі. У листопаді підкомітет ООН прийняв російські аргументи до розгляду. 14 березня 2014 року Комісія Організації Об'єднаних Націй з встановлення меж континентального шельфу (англ. Commission on the Limits of the Continental Shelf) задовольнила клопотання Росії в повному обсязі.